# يوجين لافيرتي
يوجين لافيرتي (بالإنجليزية: Eugene Laverty)‏ مواليد 3 يونيو 1986 في أيرلندا الشمالية، هو متسابق دراجات نارية أيرلندي. نافس في سباقات بطولة العالم لفئة 250 سي سي ولفئة 125 سي سي ولفئة 50 سي سي. كما شارك في بطولة العالم للسوبربايك وبطولة العالم للسوبرسبورت وبطولة العالم للموتو جي بي.

## وصلات خارجية
- يوجين لافيرتي على موقع MotoGP.com (الإنجليزية)
- يوجين لافيرتي على موقع WorldSBK.com (الإنجليزية)
- يوجين لافيرتي على موقع AS.com (الإسبانية)

- الموقع الإلكتروني